# Yuquan Shenxiu
Yuquan Shenxiu (chiń. 玉泉神秀; pinyin Yùquán Shénxiù; kor. 옥천신수 Okch'ŏn Sinsu, jap. Gyokuzen Jinshū, wiet. Ngọc Tuyền Thần Tú; ur. 605, zm. 706) – chiński mistrz chan, założyciel Północnej szkoły chanu (chiń. „nanzong chan”), zwanej też szkołą „stopniowego oświecenia”

## Życiorys

### Początki praktyki
Shenxiu urodził się w rejonie Weishi, ok. 50 km. na południe od dzisiejszego Kaifengu. Pochodził z rodziny Li (李), arystokratycznej, a nawet i królewskiej – założycieli dynastii Tang. O tym, że pochodził z takiej rodziny świadczyć mogą m.in. dwa fakty; dom przodków Shenxiu w Weishi został zamieniony na klasztor buddyjski Bao’en po jego śmierci, czyli być może był pałacem, oraz miał świetne relacje z cesarzem Ruizongiem, a jeszcze lepsze z cesarzową Wu Zetian.
Zanotowano, że był olbrzymiego wzrostu i był niezwykle zdolny. Jako młodzieniec udał się na południe w okolice rzeki Jangcy, który to teren był właściwie miejscem, gdzie narodził się buddyzm chiński. Jako pochodzący z dobrego rodu, był znakomicie wykształconym człowiekiem. Znał dialekty z Wu i Jin, był świetnie obeznany z ideami taoizmu i naukami Laozi i Zhuangzi. Na wskroś znał klasykę chińską oraz teksty konfucjańskie.
W 618 r. rejony Henanu i Szantungu cierpiały z powodu głodu i epidemii, co było skutkiem upadku dynastii Sui. Shenxiu udał się osobiście do Yinyangu (Kaifeng) prosić o przekazanie ryżu głodującym ludziom. Wtedy też spotkał „duchowego nauczyciela” (chiń. shanjishi lub w skr. kalyāṇamitra) i został zainspirowany do zostania mnichem buddyjskim.
Po wybraniu „bezdomności” Shenxiu udał się do wschodniego Wu (Jiangxi), a następnie do Min (Fujian) i ostatecznie przewędrował przez wszystkie słynne górskie centra buddyjskie Chin. W jego biografii w Chuan fabao ji wymienione są: góra Luofu (w Guangdong), góra Tong, góra Meng, góra Tiantai (wszystkie w Zhejiang) i góra Lu (w Jiangxi).
W 625 r., a więc mając 20 lat, został pełnym mnichem w klasztorze Tiangong (天宮寺) w Luoyangu. Po ordynacji mnisiej poświęcił się studiom nad Winają. Następnie rozpoczął praktykę medytacji i rozwijania mądrości, czyli praktykował najpewniej trzy główne składniki tradycyjnego buddyjskiego treningu: śīla (moralność), dhyāna (medytacja) i prajñā (mądrość).

### Praktyka u mistrza Hongrena
W 651 r. udał się w podróż na górę Huangmei aby praktykować u mistrza chan Hongrena. Mistrz natychmiast rozpoznał zdolności ucznia i nauczał go przez wiele lat. W epitafium zanotowano, że Hongren uczył Shenxiu przez 6 lat. Jednak wydaje się to być nagięcie do szczytnego modelu – Huike praktykował u Bodhidharmy przez 6 lat i przez 6 lat prowadził swą ascetyczną praktykę Budda Siakjamuni. Gdyby praktyka Shenxiu skończyła się w 657 r. nigdy nie spotkałby się z Huinengiem i nie doszłoby do wymiany między nimi wierszy na ścianie klasztoru.
Ich wiersze ukazują wyraźnie, co ich dzieliło.

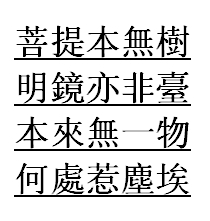
Gatha Huinenga z tzw. szkoły południowej

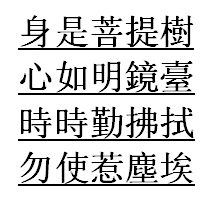
Gatha Shenxiu z tzw. szkoły północnej

Wiersz Shenxiu ........................................................................ Wiersz Huinenga
Ciało jest drzewem Bodhi,........................................................W rzeczy samej nie istnieje drzewo Bodhi,
Umysł – jasną lustrzaną podstawą.............................................Ani też jasna lustrzana podstawa.
Czyść ją stale i gorliwie,...........................................................Skoro wszystko jest pustką od początku,
Nie pozwalając, aby przylgnął kurz..........................................Gdzież miałby osiadać kurz.
Różnica tkwi w tym, że Shenxiu zrozumiał, iż pustka jest formą, a forma jest pustką. Uwolnił się więc od przywiązania do nazwy i formy, chociaż dalej pozostał przywiązany do myślenia. Tymczasem Huineng przekroczył poziom osiągnięty przez Shenxiu i jego wiersz świadczy, że osiągnął poziom ani pustki, ani formy, czyli wyzwolenie od przywiązania do nazwy, formy i myślenia. I dlatego został Szóstym i ostatnim oficjalnym Patriarchą chanu.
Shenxiu pozostał w klasztorze być może aż do śmierci Hongrena w 675 r. i piastował stanowisko głównego mnicha. Jest jednak możliwe, iż odszedł wcześniej.

### Walka z antybuddyjskimi rozporządzeniami
15 dnia 4 miesiąca 662 r. władze Tangów wydały dekret forujący taoistów i uderzający w buddyzm. Religie narodowe zostały wyniesione ponad religie obce (a taką religią był buddyzm) oraz mnisi i mniszki buddyjscy zostali zobligowani do posłuszeństwa cesarzowi i własnym rodzicom, co dotychczas dotyczyło tylko ludzi świeckich.
W 6 dni później w pałacu Penglai w Chang’anie niejaki Weixiu z klasztoru Dazhuangyan w towarzystwie dwu innych mnichów przedstawił memoriał protestujący przeciwko ograniczaniu tradycyjnych buddyjskich przywilejów. Oficjalna debata z oponentami nie przyniosła rozstrzygnięcia i mnisi udali się do klasztoru Ximing, aby się przygotować do dalszych debat.
25 dnia tego samego miesiąca Daoxuan z klasztoru Ximing wysłał esej broniący stanowiska buddyjskiego księciu-synowi cesarza Gaozonga oraz do matki obecnej cesarzowej i wysokich urzędników dworskich. 15 dnia następnego miesiąca Weixiu, Daoxuan i dwóch innych znanych mnichów oraz ponad 300 innych mnichów przedstawiło sprawę przed zgromadzeniem ponad 1000 urzędników dworskich. Jednak i to olbrzymie zgromadzenie nie doprowadziło do porozumienia i ostateczny wynik sporu jest nieznany. Jednak w 2 miesiące później cesarz odwołał obowiązek posłuszeństwa mnichów wobec cesarza; czy odwołany został obowiązek posłuszeństwa wobec rodziców – nie wiadomo.
John R. McRae utożsamia mnicha Weixiu z Shenxiu. Wspierają jego tezę następujące fakty:
1. Weixiu był znakomicie wykształcony i był w bliskich związkach z rodziną cesarską
2. Po swoich studiach u Hongrena Shenxiu przeniósł się do klasztoru Dazhuangyan w Chang’anie, gdzie aktywnie propagował nauki buddyjskie
3. W wyniku swoich wystąpień w obronie buddyzmu Shenxiu wzbudził gniew cesarza i/lub urzędników, został skazany na banicję
4. W okresie powrotu do publicznego życia Weixiu zmienił swoje imię na Shenxiu, aby uniknąć dalszych działań przeciwko niemu ze strony antybuddyjskiej opozycji[4]

Ta hipoteza McRae’a wypełnia olbrzymią lukę, która obejmowała spory okres w połowie życia Shenxiu.
- ; Rekapitulacja:

Chuan fabao ji informuje, że później [Shenxiu] został skazany na banicję i przyjął świeckie ubranie jako przebranie. Mieszkał z klasztorze Tianju w Jingzhou przez ponad 10 lat i nikt go nie rozpoznał.
Ten sam tekst informuje następnie, że Shenxiu powrócił do publicznego statusu mniej więcej w latach 675–679. Jeśli pozostawał na wygnaniu przez lat 10, to znaczy, że jego wygnanie nastąpiło na pewno przed 668, a być może jeszcze przed 665 r. To uprawomocnia jeszcze hipotezę McRae’a.
Ta hipoteza wyjaśnia także niebywale wysoki status Shenxiu, którym cieszył się pod koniec życia. Był mile widziany przez cesarzową Wu w Luoyangu i przyjmowany z tak wysoką estymą nie tylko dlatego, że był znanym, czcigodnym nauczycielem medytacji, ale dlatego, że pamiętano o nim sprzed 40 lat, jako o obrońcy buddyzmu. Dlatego prawdopodobnie sama cesarzowa zorkiestrowała jego wspaniałe przybycie do Luoyangu i jego późniejszą karierę.

### Pobyt w klasztorach Yuquan i Dumen
W latach 676–679, gdy Shenxiu powrócił oficjalnie do statusu mnisiego, dziesiątki mnichów sponsorowało jego ordynację i pobyt w klasztorze Yuquan (玉泉寺) w Jingzhou. Ponieważ wielu mnichów chciało być jego uczniami, Shenxiu wybrał lokalizację nowego klasztoru, który został wybudowany dla Shenxiu na wschód od Yuquan si.
Klasztor ten nosił nazwę Sześciu Doskonałości – Dumen si. Postawienie tego klasztoru uczyniło Jingzhou bardzo ważnym centrum medytacyjnym na okres kilku stuleci. Oprócz Yuquan i Dumen znajdował się tam także klasztor wielkiego mnicha szkoły tiantai Zhiyi.
W Dumen Shenxiu spędził 25 lat. Zachowało się bardzo mało informacji o jego działalności w tym okresie. Musiał być w raczej bliskich stosunkach z Zhiyi, gdyż tekst napisany przez Shenxiu nosi taki sam tytuł jak praca Zhiyi. Tiantai napisał także listy związane ze szkołą północną.
W Chuan fabao ji znajduje się informacja, że Shenxiu powstrzymywał się od nauczania aż do 689 r., jednak w świetle innych informacji, wydaje się ona błędna.
Okres pobytu w klasztorze Dumen przedłuża okres „cichej inkubacji” na prowincji do 75 lat. W 701 r. Shenxiu udał się do Luoyangu.

### Luoyang
Przyjęcie mistrza w Luoyangu zaaranżowane przez cesarzową Wu było niezwykłe. Mistrza prowadził osobisty wysłannik cesarzowej. Mnisi i świeccy wierni sypali kwiaty na ich drodze, która udekorowana była sztandarami. Do pałacu Shenxiu został wniesiony w lektyce, co było zastrzeżone wyłącznie dla rodziny cesarskiej. Shenxiu pokłonił się przed cesarzową dotykając czołem podłogi, i cesarzowa powtórzyła ten pokłon przed nim. Natychmiast też odbyła się ceremonia przyjęcia wskazań buddyjskich przez damy dworu, a wszyscy buddyści, książęta, arystokraci i wszyscy inni przyjęli u mistrza schronienie buddyjskie.
Ostatnie 5 lat swojego życia Shenxiu spędził podróżując pomiędzy dwoma stolicami: Luoyangiem i Chang’anem. Dokładnie nie wiadomo, co robił, ale należy przypuszczać, że prowadził wykłady, ceremonie przyjmowania wskazań, nauczał i spełniał inne typowe funkcję wysoko postawionego duchownego.
Chociaż bezpośrednio nie zajmował się zapewne tłumaczeniami, to Song gaoseng chuan informuje, że „weryfikował rozumienie chanu” w świeżo przetłumaczonych tekstach.
Część swojego czasu w Luoyangu mistrz spędzał w klasztorze Tiangong, w którym został zaordynowany. Gdy przebywał w Chang’anie, zatrzymywał się w klasztorze Zisheng.
Pod koniec 705 r. zmarła cesarzowa Wu, wielka protektorka Shenxiu. Cesarz Zhongzong odmówił prośbie Shenxiu o zwolnienie go z obowiązków i pozwolenie na powrót do Jingzhou, które leżało daleko od wielkomiejskiego blichtru.
Shenxiu zmarł spokojnie w medytacyjnej postawie w klasztorze Tiangong w Luoyangu 28 dnia drugiego miesiąca 706 r. w nocy. Lengqie shizi ji podaje, że jego trzema ostatnimi słowami przed śmiercią były: „złamane”, „skrzywione” i „proste”. Można je odnieść do postępu na drodze do doskonałości, którą Shenxiu, jak sam czuł, przeszedł.
Piastował tytuł Narodowego Nauczyciela (guoshi 國師). Otrzymał pośmiertny tytuł Datong chanshi – mistrz chan Wielkiej Przenikliwości

## Prace literackie
- Guanxin lun (Traktat o kontemplacji umysłu)

Dawniej tekst ten był przypisywany Bodhidharmie. Jednak po sprawdzeniu współczesnych mu podręczników z okresu Tang, okazało się, że tekst ten jest bezsprzecznie pracą samego Shenxiu. Uważa się, że został napisany w okresie przebywania mistrza w klasztorze Yuquan, czyli w ostatniej ćwiartce VII w. Nie należy go mylić z traktatem pod takim samym tytułem napisanym w tym samym klasztorze przez Zhiyi. Nie są one bowiem pod żadnym względem podobne; różni je styl i zakres tematyczny.
- Yuanming lun (Traktat o doskonałym oświeceniu)

Chociaż nie jest to tekst napisany bezpośrednio przez Shenxiu, to być może jest zapisem jego i Puji nauk, dokonanym przez uczniów

## Nauki mistrza